# Hypenomorpha longifascia
Hypenomorpha longifascia là một loài bướm đêm trong họ Erebidae.